# 남아시아 축구 연맹

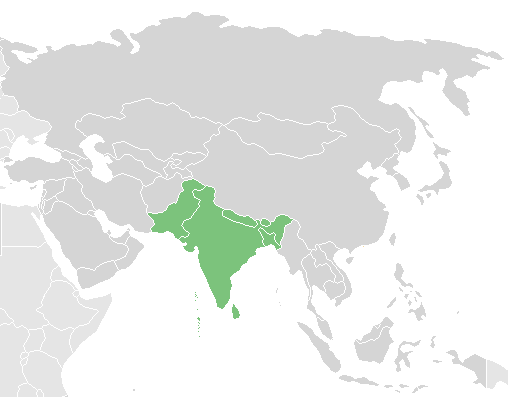
남아시아 축구 연맹의 회원국

남아시아 축구 연맹(SAFF; South Asian Football Federation)은 아시아 축구 연맹에 소속된 대표팀 중에 남아시아에 위치한 회원국이 속해 있는 지역 연맹이다. 현재의 회원국은 방글라데시, 부탄, 인도, 몰디브, 네팔, 파키스탄, 스리랑카까지 모두 7개국이다.

## 회원국
- 네팔
- 몰디브
- 방글라데시
- 부탄
- 스리랑카
- 인도
- 파키스탄

## 대회
- 남아시아 축구 선수권 대회

## 같이 보기
아시아 축구 연맹 소속 5개 지역연맹
- 남아시아 축구 연맹 (SAFF)
- 동아시아 축구 연맹 (SAFF)
- 서아시아 축구 연맹 (WAFF)
- 아세안 축구 연맹 (AFF)
- 중앙아시아 축구 연맹 (CAFA)